# Kostoberina
Kostoberina (lat. Gypaetus barbatus) je vrsta strvinara starog svijeta i jedini pripadnik roda Gypaetus. Živi na visokim planinama južne Europe, Afrike, Indije i Tibeta. Uspješno je ponovno uveden u Alpe, ali je još uvijek jedna od najrjeđih ptica grabljivica Europe.
Kao i drugi lešinari, on je strvinar i hrani se uglavnom strvinama mrtvih životinja. Međutim, često ne pojede meso, jer mu koštana srž čini 90% ishrane. Velike kosti baca s visine da bi ih slomio u manje dijelove. Ponekada baca i žive kornjače da bi razbio oklop.

## Opis
Za razliku od drugih lešinara, glava kostoberine nije bez perja. Ova ogromna ptica je duga 95-125 cm s rasponom krila od skoro 3 metra. U letu se dosta razlikuje od ostalih lešinara zbog svojih velikih, uskih krila i dugog klinastog repa. Težak je 4,5-7,5 kg. 
Odrasli imaju žućkasto tijelo i glavu i crne "brkove". Ponekad se posipa blatom po tijelu i dobije crvenkastu boju. Rep i krila su sivi. Mladunci su u potpunosti tamni i treba im nekoliko godina da u potpunosti odrastu. Kostoberina se ne glasa, osim prodornih zvižduka koje ispuštaju na liticama na kojima se razmnožavaju. Mogu doživjeti 40 godina u zatočeništvu.

## Stanište
Stanište kostoberine su isključivo planinski predjeli (500–4 000 m nadmorske visine). Jedna je ptica viđena na
7 300 m. Razmnožava se od sredine prosinca do sredine veljače. Ženka nese 1 do 2 jajeta koja se izlegu nakon 53-58 dana. Nakon izleganja mladi provedu 106 do 130 dana u gnijezdu dok ne dobiju perje.
- Gypaetus barbatus aureus
- Gypaetus barbatus hemachalanus

## Očuvanje
Iako je kostoberina osjetljiva vrsta u Europi, zbog svog velikog areala u Aziji i Africi smatra se najmanje ugroženom vrstom (lc) po IUCN-u.

## Legende
Po jednoj legendi grčki dramatičar Eshil je umro kada je jedan orao, zamijenivši njegovu ćelavu glavu za kamen, bacio kornjaču na njega. Ako je ova priča istinita onda je "orao" vrlo lako mogao biti kostoberina. 
1945., Shimon Peres (u to vrijeme zvan Shimon Persky) i David Ben-Gurion su našli gnijezdo kostoberina u pustinji Negev. Hebrejski naziv te ptice, "peres", se Shimonu Perskyju toliko svidio da ga je uzeo kao svoje prezime. 
Kostoberina se smatra osjetljivom vrstom u Iranu. U iranskoj mitologiji ta ptica je simbol sreće. Vjeruje se da kada sjena 
"hume" padne na nekoga, taj će postati moćan.

## Vanjske poveznice

### Drugi projekti
|  | Zajednički poslužitelj ima stranicu o temi Gypaetus barbatus    |
|  | Zajednički poslužitelj ima još gradiva o temi Gypaetus barbatus |
|  | Wikivrste imaju podatke o taksonu Gypaetus barbatus             |